# کوهستان ساندویچ
کوهستان ساندویچ (به انگلیسی: Sandwich Range) یک رشته‌کوه در ایالات متحده آمریکا است که در نیوهمپشایر واقع شده‌است. کوهستان ساندویچ ۱٬۲۷۱٫۰۳ متر بالاتر از سطح دریا واقع شده‌است.